# Parlamentsvalet i Frankrike 2012
Parlamentsvalet i Frankrike 2012 ägde rum den 10 och den 17 juni 2012 för att välja alla 577 ledamöter till Frankrikes nationalförsamling. Socialistpartiet (PS) fick egen majoritet tillsammans med sina nära allierade Vänsterns radikala parti (PRG) och Övriga vänstern (DVG), vilket innebär att president François Hollande som valdes i maj får en nationalförsamling som står på hans sida. Borgerliga UMP som sedan 2002 haft egen majoritet i nationalförsamlingen gick bakåt med hela 119 mandat. Nationella fronten får 2 mandat och kommer in i nationalförsamlingen för första gången sedan 1990-talet.
Noterbart är att två toppkandidater, Nationella frontens Marine Le Pen och Vänsterfrontens Jean-Luc Mélenchon, kandiderade i samma valkrets, elfte valkretsen i Pas-de-Calais i norra Frankrike. Marine Le Pen fick flest röster i första valomgången (42 %), och Mélenchon hamnade på tredje plats efter socialistpartiets kandidat. Mélenchon valde då enligt traditionen att inte ställa upp i andra omgången, detta för att gynna socialistpartiet och inte slåss om samma väljare. I andra valomgången vann socialistpartiets Philippe Kemel över Marine Le Pen med knapp majoritet, och tog mandatet.

## Valsystem
Om en kandidat i första omgången den 10 juni får mer än 50 % av rösterna i sin valkrets, och minst 25 % av alla registrerade väljares röster, har denna kandidat vunnit valkretsen och ingen andra omgång äger rum. I annat fall går de två kandidater som fått flest röster vidare till en andra omgång, och även de eventuella ytterligare kandidater som fått fler än 12,5 % av alla registrerade väljares röster. I den andra omgången den 17 juni vinner den kandidat som får flest röster.  
Om flera kandidater från samma block hamnar över 12,5% i första omgången, brukar enligt tradition den eller de kandidater som ligger sämst till dra sig tillbaka, för att inte förstöra chanserna för den som ligger bäst till. Ibland gynnar man kandidater även över blockgränserna, för att stoppa Nationella fronten från att vinna mandat, exempelvis har Socialistpartiet uppmanat sin egen kandidat att dra sig tillbaka och bett väljarna rösta på UMP i stället.

## Resultat
Summering av Franska nationalförsamlingens valresultat 2012.
| Partier och koalitioner                                                                                                  | Partier och koalitioner                                           | Partier och koalitioner | 1:a omgången | 1:a omgången | 1:a omgången | 2:a omgången | 2:a omgången | 2:a omgången | Totala antalet mandat |
| Partier och koalitioner                                                                                                  | Partier och koalitioner                                           | Partier och koalitioner | Röster       | %            | Mandat       | Röster       | %            | Mandat       | Totala antalet mandat |
| --- | ----------------------------------------------------------------- | ----------------------- | ------------ | ------------ | ------------ | ------------ | ------------ | ------------ | --------------------- |
| | Parti socialiste                                                  | PS                      | 7 617 996    | 29,35        | 22           | 9 420 426    | 40,91        | 258          | 280                   |
| | Vänsterfronten                                                    | FDG                     | 1 792 923    | 6,91         | 0            | 249 525      | 1,08         | 10           | 10                    |
| | Les Verts                                                         | VEC                     | 1 418 141    | 5,46         | 1            | 828 916      | 3,60         | 16           | 17                    |
| | Övriga vänstern Divers gauche                                     | DVG                     | 881 339      | 3,40         | 1            | 709 409      | 3,08         | 21           | 22                    |
| | Parti Radical de Gauche                                           | PRG                     | 429 059      | 1,65         | 1            | 538 324      | 2,34         | 11           | 12                    |
| Totalt för "Presidentens majoritet" och Vänsterfronten (vänstern)                                                        | Totalt för "Presidentens majoritet" och Vänsterfronten (vänstern) |                         | 12 139 458   | 46,77        | 25           | 11 746 600   | 49,03        | 316          | 341                   |
| |                                                                   |                         |              |              |              |              |              |              |                       |
| | Union pour un Mouvement Populaire                                 | UMP                     | 7 037 471    | 27,12        | 9            | 8 740 625    | 37,95        | 185          | 194                   |
| | Övriga högern (Divers droite)                                     | DVD                     | 910 392      | 3,51         | 1            | 418 135      | 1,82         | 14           | 15                    |
| | Nouveau Centre                                                    | NC                      | 569 890      | 2,20         | 1            | 568 288      | 2,47         | 11           | 12                    |
| | Parti radical                                                     | PR                      | 321 054      | 1,24         | 0            | 311 211      | 1,35         | 6            | 6                     |
| | Alliance centriste                                                | AC                      | 156 026      | 0,60         | 0            | 123 352      | 0,54         | 2            | 2                     |
| Totalt för "Högern i parlamentet"                                                                                        | Totalt för "Högern i parlamentet"                                 |                         | 8 994 833    | 34,67        | 11           | 10 161 611   | 44,13        | 218          | 229                   |
| |                                                                   |                         |              |              |              |              |              |              |                       |
| | Front national                                                    | FN                      | 3 528 373    | 13,60        | 0            | 842 684      | 3,66         | 2            | 2                     |
| | Mouvement démocrate                                               | MoDem                   | 458 046      | 1,76         | 0            | 113 196      | 0,49         | 2            | 2                     |
| | Övrig radikalvänster                                              | ExG                     | 253 580      | 0,98         | 0            | -            | -            | -            | -                     |
| | Övriga ekologiska                                                 | ECO                     | 249 205      | 0,96         | 0            | -            | -            | -            | -                     |
| | Regionalister och separatister                                    | REG                     | 145 825      | 0,56         | 0            | 135 354      | 0,59         | 2            | 2                     |
| | Övrig extremhöger                                                 | ExD                     | 49 501       | 0,19         | 0            | 29 738       | 0,13         | 1            | 1                     |
| | Övriga (Autres)                                                   | AUT                     | 133 729      | 0,52         | 0            | -            | -            | -            | -                     |
| |                                                                   |                         |              |              |              |              |              |              |                       |
| | Totalt                                                            |                         | 25 952 550   | 100,00       | 36           | 23 957 594   | 100,00       | 541          | 577                   |
| Valdeltagande: 57,23% (1:a omgången), 55,41% (2:a omgången) Källa: Élections législatives 2012: Ministère de l'Intérieur |                                                                   |                         |              |              |              |              |              |              |                       |